# 団塊の世代

日本の人口ピラミッド（世代を注記）

団塊の世代（だんかいのせだい）とは、日本において第一次ベビーブームが起きた時期に生まれた世代を指す。焼け跡世代の次の世代に当たり、第二次世界大戦直後の1947年（昭和22年）〜1949年（昭和24年）に生まれ、文化的な面や思想的な面で共通している戦後世代のことであり、大学進学した人は、学生運動が最も盛んな時期に相当する。第一次ベビーブーム世代とも呼ばれる。
日本経済においては第二次世界大戦後の高度経済成長、バブル景気を経験している。この用語は通商産業省の官僚であった堺屋太一による、オイルショック後の日本経済がこの世代によりどのように変わっていくかを描いた未来予測小説の題名
『団塊の世代』に由来している。
厚生労働省は、白書において「団塊の世代」ではなく、「団塊世代（1947年（昭和22年）〜1949年（昭和24年）生まれ）」としている。
この3年間の年間出生数は260万人を超えている。1947年（昭和22年）生まれは267万8792人、1948年（昭和23年）生まれは268万1624人、1949年（昭和24年）生まれは269万6638人であり、3年間の合計出生数は約806万人にのぼる（厚生労働省の統計）。また1949年は日本史上最多の出生数で、当時の世界では中国（1900万人）、インド（約1500万人）、アメリカ（364万人）、ロシア（308万人）に次ぐ世界第五位の出生数であった。

## 概説

日本の合計特殊出生率(TFR)と出生数(1000人単位)の推移。

団塊世代が生まれる前は戦中、戦後直後であり、出産を先送りする傾向にあったその反動だけでなく、第二次世界大戦の終結に伴って大正世代の若い男性が復員し、1940年代後半に婚姻をする男性が増加した。明治末期・大正・昭和一桁前半生まれ（1910年代・1920年代生まれ）の若い男女の婚姻急増に伴う出生人口の大幅な増加が発生し、第1次ベビーブームが発生した。
1948年（昭和23年）までは、一部の例外（強姦・姦通）を除き、一般的に産婦人科での避妊・中絶・不妊手術などの行為は、刑法で堕胎罪となり禁止されていた。1948年（昭和23年）に優生保護法によって限定的に容認して、さらに翌年の1949年（昭和24年）に同法は改正されて、世界で初めて「経済的理由」での中絶も容認することになったため、出生率の増大に歯止めがかかり、1950年（昭和25年）以降は出生率が急速に低下していった。さらに戦後、結核など伝染病の予防法・治療法が確立されたことで青少年期における死亡リスクが低下し多産の必要性がなくなったことも、1950年代以降に出生率が低下した要因の一つであった。団塊の世代の母親までは、産婆による出産が主流であったが、昭和30年代には産婦人科医療による出産が主流となった。
このため日本においては、1947年（昭和22年）から1949年（昭和24年）の3年間に生まれた人口が突出することとなった。2014年10月時点で、コーホート別の人口が200万人を超えているのは、団塊の世代の65-67歳とその直後の64歳、第2次ベビーブーム世代である41歳のみである。
作家の堺屋太一が通商産業省鉱山石炭局在籍時の1976年（昭和51年）に発表した小説『団塊の世代』の中で用いたことから、「団塊の世代」という用語とともに、団塊の世代が日本社会に及ぼす大きな影響が一般にも認識された。アメリカ合衆国でも同様の現象が見られており、こちらは「ベビーブーマー」と呼ばれている。
連合国軍占領下の日本で誕生し、実の父親が戦死して母子家庭となった例や、本土空襲などの戦災体験がない世代である。また、昭和40年代にヒット曲となった「戦争を知らない子供たち」に象徴される「戦争を知らない世代」で「初の戦後（第二次世界大戦後）生まれ」である。

### 前後の世代

#### プレ団塊の世代
団塊の世代よりも数年前に生まれた世代を「プレ団塊の世代」と呼ぶ例がある。
なお、1946年（昭和21年）生まれについては、第二次世界大戦後であるがベビーブーム前であるため、団塊の世代に含める例と、焼け跡世代に含める例がある。

#### ポスト団塊の世代
「しらけ世代」、および「断層の世代」を参照のこと
1950年（昭和25年）～1952年（昭和27年）生まれについては、ベビーブーム後ではあるものの年間出生数がまだ200万人を超えていたことからポスト団塊世代と呼ばれる。

## 団塊の世代の成長過程

### 誕生
第二次世界大戦後の戦後混乱期に生まれた世代で、親が1910年代・1920年代生まれであることが多い。

### 学齢期
団塊の世代はその膨大な人口のため、幼い頃から学校は1学年2桁のクラス数であり、50〜60人学級で教室がすし詰め状態であってもなお教室不足を招くほどであった。また、その好むと好まざるにかかわらず、学校を主な舞台として競争を繰り広げた。
日本で初めてのゆとり教育を受けた、「ゆとり世代」と言われることもある。
大学進学率は15％〜20％程度と低く、大半の高校卒業生は就職した。高校にさえ進学せず、中学卒業後すぐに就職する者も多かった。団塊の世代の大学受験事情について、経済的に貧しい時代で、裕福な家庭以外は地元の国公立大学進学を望む傾向が強く、国公立大学の競争率が高かった。昼間は労働に従事し、夜間に大学で学ぶという勤労学生も多かった。また女性の場合は、学力が高く経済的に余裕があっても「女に学問はいらない」という考え方が残っていた。

### 青年期
地方農村や旧産炭地（ちょうどその頃エネルギー革命で多くの炭鉱が閉山した）の中学校・高等学校卒の若者は、高度経済成長期で働き口が豊富だった東京や大阪などの大都市へ集団就職した。彼らは「金の卵」と呼ばれ、工場や商店などといった中小零細企業で大勢雇われ日本経済の底を支えた。
東京一極集中・大都市一極集中が問題となり、地方創生が重要となる。
高校から大学へ進学したインテリの若者たちは、既存社会体制への反発からいわゆる学生運動と呼ばれた大学改革や、安保闘争、ベトナム戦争反対の反体制運動に身を投じた。こうした動きは、都市部大学から地方大学へも広がり、全共闘運動などで日本政府や既成秩序に反発する新左翼的な活動へと転じていった。
しかし1969年（昭和44年）に東大紛争が敗北に終わり、70年安保闘争も不調に終わると、多くの若者が学生運動から（表面上は）離れていき、追い込まれた過激派の暴力行為がエスカレートしていった。更にあさま山荘事件や党派の分裂による内ゲバやリンチの横行で、それまで穏健な支持を与えていた世間の目が冷たくなると、急速に学生運動離れが進み、さらにはオイル・ショックの影響による現実化・保守化もあって、1970年代半ばまでに、ほとんどの団塊若者は政治活動から距離を置くようになり、企業戦士に転向するものも多かった。一方で国鉄などの公共企業体や現業系公務員で労働組合活動を行っていた若者のなかには、スト権ストなどの過激な政治がらみの労働運動を行う者もいた。
文化的側面から見れば、ファッションという概念が浸透し始めた世代であり、男性はジーンズ、女性はミニスカートを好んで装い、レジャーやドライブを好むなど、そのスタイルは現代に至るまで続く若者文化の基盤と呼べるものであった。この世代は、それまで絶対的なものとして意識されていた欧米（主にアメリカ合衆国）と東洋（日本）の文化の対立を相対化し、ごった煮にして双方を楽しもうとする多文化世代の先駆けとなった。
これらの動きは、テレビの普及や昭和30年代終わりの日本の黒字化による海外情報の増大と、戦後世界の冷戦・ベトナム戦争・カウンターカルチャーといった動きと時代を共有している面も強い。つまり、戦後世界の中での日本の復興と成長と共に成長した世代である。

### 壮年期
1960年代末から、結婚する男性（この時期は戦後の婚姻数の統計のピークだった）や子供を産む女性の率が徐々に増えてくる。
従来の家制度の意識が薄れ、核家族による家庭指向が強く、見合い結婚と恋愛結婚が逆転した世代である（国立社会保障・人口問題研究所『第12回出生動向基本調査夫婦調査の結果概要』）。そのため、団塊の世代が親元から独立して家庭を持つようになると、著しい住宅不足となった。この対策として、大都市の近郊には数多くの核家族向けの団地・ニュータウンが造成された。
また大手企業は、社員の福利厚生用に集合住宅タイプの社宅を構えた。その周辺に生活物資を売る商店が集まり、衛星都市と呼ばれる中都市ができた。これによって大都市を取り巻く都市圏は大きく広がり、それに伴う通勤通学のための交通網の整備が急がれ、鉄道の輸送力増強や新線建設、道路の新設や拡張が行われた。都市膨張の時代である。
一方で、「男は職場、女は家庭」といった性別役割分業の傾向も極めて強く、団塊の世代の女性は25歳までに結婚して専業主婦として家庭に収まり（所謂「クリスマスケーキ理論」）、20代のうちに子供を2人産むというライフステージを辿った者が多く、高齢出産をした者、とりわけ35歳以上で第1子を産んだ者や40歳以上で子供を出産した者はまだ少なかった。（もっとも日本全体視点では、1970年代の石油ショックを境に、人口増大政策の廃止もあり、出生数は1990年代に至るまで直線的に下降していて、その連続の中にある）
1986年（昭和61年）から1991年（平成3年）のバブル景気時代には、団塊の世代は40歳前後の働き盛りとして社会の中核を担っており、仕事に没頭するあまり、家庭を顧みなくなったり、過労死で突然命を失った者も少なからず存在した。また、バブル経済による異常な地価高騰に加えて団塊の世代の持ち家取得時期ともちょうど重なったことから、大都市の市街地にマイホームを持つのは極めて困難になったため、特に首都圏では都心から100km前後離れた地域に住宅を取得せざるを得なくなり、新幹線通勤などの遠距離通勤を余儀なくされた者も少なくなかった。

### 中年期
1991年（平成3年）にバブル崩壊とソビエト連邦の崩壊に遭遇し、「社会主義の没落」「グローバル資本主義の席巻」の中で中年期を迎えた。焼け跡世代を中心としてアメリカ型システムが無批判に礼賛された一方で、バブル崩壊による就職氷河期に襲われていた子供世代では、不安定雇用労働者（プレカリアート）が増加した。

### 引退期・老年期
2007年（平成19年）から2009年（平成21年）にかけて、200万人以上と年齢人口の多い団塊の世代のサラリーマンが一斉に定年退職を迎えるため、社会に大きな影響をもたらす危険性が問題視され、2007年問題と呼ばれた。
大量退職によるマンパワー不足を回避するため、2006年4月に「改正高齢者雇用安定法」で、65歳までの継続雇用を促進する「高年齢者の安定した雇用の確保等を図るため措置 」が施行された。これに併せて人材コストを抑えつつ技能を継承する目的で、多くの企業が継続雇用制度を導入することで団塊の世代を再雇用し、多数が就業または再就職している状態が続いた。
その結果、2006年（平成18年）では83万人いた60歳から64歳の労働者が、2009年（平成21年）には142万人にまで増え、さらに65歳以上の労働者も31万人から54万人にまで増加した。このような対策もあり、2007年問題は大きな問題とはならなかったが、その後団塊の世代が65歳に到達する2012年に同様の問題が起こると懸念され、2012年問題と呼ばれた。
2012年3月に、厚生労働省が公表した「平成23年度能力開発基本調査」では、団塊の世代の退職等により発生する技能継承に問題があるとする事業所は28.2%となった。技能継承の問題に対して取り組みを行っている事業所は78.0%となっていて、その取り組みの内容（複数回答）は、「退職者の中から必要な者を選抜して雇用延長、再雇用し、指導者として活用している」が61.2%と最も高く、次いで「中途採用を増やしている」（28.9%）となっていて、上位2項目は平成29年度の同調査においても割合こそ異なるものの上位2項目を堅持している。
彼らの蓄えた技術や能力、人脈を自社で生かすべく、団塊の世代の人材を獲得しようとする企業も現れている。しかし退職後は専門知識を生かし、技術指導者やシニア海外ボランティアとして海外の発展途上国で活躍する者も少なくない。特に、製造業の分野においては、日本のメーカーが培ってきた製造技術を伝授すべく、団塊の世代の退職エンジニアが中国や韓国、台湾の企業に再就職した者もいる。
団塊の世代の人口が多い分、年金を受給し始めると大きな負担となることが考えられたため、1990年代から年金問題は発生まで時限性を持った社会問題となり、たびたび改革案が提示された。結果的に給付額の削減と納付額の引き上げが行われ、厚生年金は60歳から受け取れるものの、基礎年金は63歳から65歳受給と、一部の支給開始時期が先送りされた。
円高傾向や、豊富な時間と資金力を生かして秘境や辺境、特殊なアトラクションを経験するツアーが人気になっているのも、この世代に見られる特徴である。

## 政治との関連

### 学生運動や暴力革命路線
戦後に上の世代の政治思想を批判する教育を受けた団塊の世代の人々は、 上の世代を否定する傾向が高まった。そのため、1960年代後半には、日本政府や日米安保条約やベトナム戦争を批判する大学生による学生運動が隆盛した。当時は全共闘運動で大学はどこも騒然としていた。学生運動家が大学本部を占拠して、立てこもったりしていた。後に、学生運動は敗北した。そのため、挫折した者は、学生運動を辞めたり、大学を中退した。
21世紀時点の日本とは異なり、団塊世代が大学生であった当時の大学進学率は15％弱に留まっており、大学生になれたのは世代間内でも圧倒的少数派である。当時の青年の圧倒的多数派は中卒・高卒で労働に従事していた人々である。学生運動参加者や支持していた者は、新左翼となった者、既成左翼の支持層になる者、右派となる者、ノンポリになる者に分かれた。ただし、日本共産党の暴力革命路線から分裂した新左翼からは国外でも活動するテロリストが続出した。苦労した上の世代を批判だけし、特に恵まれた時代の日本で生まれ育った恩恵を受けておきながら、日本国内の治安や評判を落とす活動をする者の排出率が高い事で、他世代や「学生時代から非左派層だった人達」から批判がある。団塊世代の中でも中卒就職や高卒就職していた多数派層目線では当時から、学生運動なんてしている人達は経済や環境的に恵まれた層が机上の空論を主張し、マスコミや左派政治家の擁護で遊んでいるだけと批判されていた。

### 左派政党のボリューム支持層
団塊世代は、昼間は労働に従事し、夜間学部や通信教育で大学の学業を学んだという勤労学生者もまだ多かった時代である。さらには、当時に大学生であってもノンポリとして学生運動から距離を置いていた者もいた。日本人の中では左翼率が高いというだけで、世代全体が左派ではない。進路が左派労組が占める公務員(特に自治労や日教組が強い地域の地方公務員)、市民活動家、教授職、新聞社やテレビ局など左派系マスコミなどにでも就職しない限り、学生運動参加者すら民間企業就職後に現実を体験するとは保守化する者が発生していった。それでも2021年の世論調査でも団塊世代は立憲民主党+日本共産党+社会民主党(旧日本社会党)+れいわ新選組など左派政党合算支持率が、他の世代よりも特出している。日本人全体では全体的に政治的左翼である者の割合は低く、投票期間前の新聞やテレビ局の報道で投票先を野党第一党(日本社会党や民主党系政党)に投票しているだけの非左派層(お灸票層)がかなりいる。そのため、野党第一党が新進党であった際には右派二大政党制が実現しているほどである。団塊世代の左派率が高いことを示す例として1個下の「しらけ世代」の2倍強もあり、日本で最も左派政党を「支持政党」であると世論調査へ回答した率が最も低い世代である「氷河期世代」と比較すると、約7倍ほども高い。

### 日本共産党と新左翼
更には、51年綱領による暴力革命路線を行ったため、1952年10月の総選挙で日本共産党は議員全員落選した。これにより、「農村から都市を包囲する」武装闘争路線を変更せざるを得ない事態となった。
暴力革命路線の継続を支持する新左翼の攻撃対象となった日本共産党の支持者、完全に反既成左翼に立った者も少なからず存在している。したがって、「全共闘世代」という別称に代表されるイメージが適切とは言い難い。しかし、若い頃は新左翼まではいかずとも、右派の割合が他世代と比較すると少ない世代でもある。全学共闘会議と呼ばれる新左翼系又は無党派（ノンセクト・ラジカル）の学生組織が1968~69年の大学紛争に際に諸大学に結成された。

### 公務員労組・左派労組・職業革命家
大学に進学しなかった者も労働運動を通じて左派的な活動に携わった者も少なくなく、地方公務員労組や国鉄労組、専業活動家などで左派系労働組合に熱を入れている者達の中には、変化を求めて新左翼、過激派と結びついて、スト権ストや成田闘争などといった闘争に発展するケースも見られた。だが、学生運動参加者らの多くが就職で企業戦士となり、さらには国鉄分割民営化などによる総評加盟の左派系労働組合の弱体化もあって、政治運動から距離を置くものが多数を占めた。連合赤軍のメンバーなど若い頃に過激な活動をしていた者さえも同様に、老後には若い頃よりも保守化する傾向がある。連合赤軍のメンバーの一人は転向して、自民党党員となっている。

## 経済との関連

### 経済史
団塊の世代の就職時期は、中卒で1962年（昭和37年）から1965年（昭和40年）、高卒で1965年（昭和40年）から1968年（昭和43年）、大卒で1969年（昭和44年）から1972年（昭和47年）となる。団塊の世代の中卒のいわゆる「金の卵」が労働推進力となった時期は、高度経済成長期と重なり、最も人数が多かった高卒就職者は高度経済成長中期・末期と重なる。日本の高度成長期は1957年（昭和32年）-1973年（昭和48年）であるが、この時期は団塊世代などによる日本の人口ボーナス期（労働力人口割合が増える時期）と重なっている。
なお、高度経済成長期に企業や政治のトップにいた世代は、佐藤栄作や桜田武などの1900年代生まれ、石油ショック不況期に企業や政治のトップにいた世代は田中角榮や佐治敬三などの1910年代生まれの世代である。
団塊の世代が中堅となって支えた時期は、世界の機関車時代と対米攻勢時代（30代）、バブル景気時代（40代初期）、バブル崩壊と失われた10年（40代中期から50代中期）である。世界の機関車時代と対米攻勢時代の時に企業や政治のトップにいた世代は戦中派世代（竹下登や野中広務等の1920年代生まれ）であり、バブル景気の時代の時は1930年代以降に生まれた焼け跡世代である。

### 巨大な消費市場
大きな人口構成で日本の経済大国化を担った団塊世代は、生産者としても消費者としても突出しており、良くも悪くもそのパワーで1968年に日本を世界第2位の経済大国に押し上げた。団塊の世代がひとたびある商品を志向すれば、その商品はたちまち大きなマーケットを形成した。「クルマ」や「家電」然り、「住宅」然りである。
日本の製造業にはトヨタやホンダ、ミサワホーム、ソニー、シャープ、NECなど、団塊の世代の加齢とともに成長した企業も多い。流通業においてはイトーヨーカドー・セブン-イレブン・ジャパン、ダイエー、セゾングループ、日本マクドナルドなどの大量生産、大量消費志向の企業が、団塊の世代の加齢と歩調を合わせるように大きな成長を遂げ、その後の世代の消費生活にも大きな影響を及ぼした。
消費活動の主体として
2006年（平成18年）のアオキによるフタタのTOBは、団塊の世代の退職により紳士服、特にスーツ市場が縮小することを予想した戦略ではないかといわれた。
地域の担い手として
2005年（平成17年）頃から近年各地の地方自治体で、団塊の世代を呼び込もうとする動きが盛んになってきた。島根県において、県知事名で約2万人の出身者等を対象に帰郷を呼びかける手紙を送ったことはニュースになった。このほか、北海道においても移住促進活動が盛んに行われている。
また、退職給付等による消費や旺盛な消費意欲があることを期待して、金融業や耐久消費財などの業界では「団塊ビジネス」に期待が寄せられていたこともあった。しかし実際には、このような「団塊ビジネス」の多くはうまく進展しておらず、これについて後述するような偏った世代論に基づいてマーケティングを行っているためではないかとする意見がある。

### 年功序列・終身雇用
団塊の世代は年功序列、終身雇用が一般的だった時代を過ごし、これらの制度の下では上下関係や組織への忠誠心が重要視され、円滑な技能継承や離職率を低く抑える等、様々な面でうまく機能してきた。しかし冷戦終結後、グローバリズム競争に突入し、バブル崩壊後の年功序列、終身雇用制度の衰退に伴い、離職率の急上昇を引き起こし、若い世代は組織への忠誠心、年功序列、終身雇用という考えが少なくなり、上下関係の概念も自然と希薄になっている。
団塊以前の世代の中には、年功序列、終身雇用制度に守られ、立場と給与に見合った働きをしていない人間が多いとの指摘がある。出世コースから外れ、窓際族同然の立場でありながら、多忙な若手社員を遥かに上回る高給を得ている者も少なくないとされ、事務処理業務で1000万円程の収入がもらえるのは世界中でも過剰に保護された日本のこの世代だけ、との批判が根強い。

### 社会保障
団塊の世代の厚生年金の受給が2007年（平成19年）から始まっており、基礎年金の受給も2010年（平成22年）以降始まっている。さらに、2022年頃以降には後期高齢者（75歳以上）となり、一定の部分は社会的入院や要介護者になり、年代とともにその比率は高まっていき、負担がさらに増えるだろうと考えられている。
また、現在の制度では年金給付水準の引き下げと保険料負担の引き上げが、長期にわたって毎年段階的に行われるため、団塊の世代の退職金・厚生年金はほぼ保障されるのに対して、2031年には厚生年金積立金が枯渇し、破綻するともいわれており、若い世代からその世代間不公平について寄せられる批判も多い。

## 2015年問題
「団塊の世代」が2012年4月2日から65歳を迎え始め、2015年4月1日にはすべての団塊の世代800万人が年金の全額が給付される65歳以上になるという問題。労働人口の減少が懸念されるほか、年金給付の受給人口の急激な増大により、年金財政への圧迫が懸念された。

## 2025年問題
「団塊の世代」が2022年4月2日から2025年4月1日までに75歳以上の中後期高齢者となるタイミングの前後で引き起こされる様々な問題の総称
。

### 医療費の問題
高齢になってくると健康になんらかの支障が生じ、病院に通う人が増える。事実、医療費約43兆円の約4割は75歳以上の高齢者が占めている。一人当たりの医療費でみると、65歳と75歳を境に急増している。後期高齢者の一人当たりの年間医療費は、75歳未満では平均22万2000円だが、75歳以上は93万9000円とおよそ4倍、介護費も後期高齢者は大きく膨れ上がる。これまで社会を支えてきた世代が今度は支えられる側に回ることによって、年金なども含めた社会保障給付費全体を予算ベースで見ると、2018年の約121兆円から2025年度には約140～141兆円になると推計さる。一方、医療・介護・年金を合わせたサラリーマンの保険料率は、2025年度には31％に増えると見込まれ、現役世代の負担をいかに軽減するかも大きな課題となる。高齢者が急増することによって、社会保障費という意味での圧迫はもちろんのこと、地方都市を中心に医師・看護師不足など医療体制にも支障が生じる恐れがあるといわれている。

### 介護問題
男性女性共に75歳という年齢は平均寿命と健康寿命の節目を迎えるタイミングになっている。2025年前後には団塊の世代800万人が75歳以上になることで、介護を必要とする人＝高齢者と介護を支えていく人＝介護人材の需給バランスが大きく崩れる恐れがあることから、介護が必要になった場合に、介護保険制度を使いたくても介護サービスの担い手がいない、もしくは高齢者介護施設に入りたくても入れない、という状況が起こりかねないともいわれている。

### 年金問題
2025年には、医療で8兆円、介護で5兆円、そして年金で3兆円の増加が見込まれており、年金の支給年齢の引き上げや定年延長、シニア雇用の推進などを行いながら社会保障費の負担を軽減させる取り組みがなされているが、追いついていないというのが現状。

## 文化との関連
文化的には村上春樹・宮本輝などの純文学の担い手を生み、赤川次郎・荒俣宏・北方謙三・菊地秀行ら娯楽的な小説の大家を輩出した。かわぐちかいじ・武論尊・本宮ひろ志・弘兼憲史・小山ゆう・植田まさし・聖悠紀・石川賢・安彦良和・大河原邦男、少女漫画界の24年組や池田理代子・一条ゆかり・大和和紀などが活躍し、1970年代以降の、漫画・アニメからなる新興文化（サブカルチャー）の隆盛を支えた人々である。

## 団塊への批判
団塊世代とゆとり世代といった若者たちの間での世代間格差が指摘される。
中村淳彦は、著書で団塊優遇（特に男性）のために若い世代や女性たちが貧困などの不条理に合っている現状を指摘した。

## 犯罪増加の傾向
法務省の発表した犯罪白書の平成20年度版では「高齢犯罪者の実態と処遇」を特集している。この特集は65歳以上及び今後団塊の世代が高齢期に達することを考慮して犯罪増加に警鐘を鳴らしている。これによると一般刑法犯の高齢者検挙人員の全体に占める高齢者の比率も、昭和63年度の2.5％から13.3％と大幅に増加している。無論高齢者人口の増加もあるが、高齢者人口が2倍に増加したのに対して新受刑者は6倍に増加している。ただし平成19年（2007年）は団塊の世代がちょうど60歳になり始めた時期であり、この時期の高齢犯罪者（65歳以上）の増加は団塊の世代によるものではない。